# Loukas Vyntra
Loukas Vyntra (Græsk: Λουκάς Βύντρα, født 5. februar 1981 i Město Albrechtice, Tjekkoslovakiet) er en tjekkisk-født græsk fodboldspiller (forsvarer). Han spiller for Omonia på Cypern.
Vyntra har tidligere spillet ni år hos den græske storklub Panathinaikos, hvor han var med til at vinde to græske mesterskaber.

## Landshold
Vyntra står (pr. april 2018) noteret for 57 kampe for Grækenlands landshold, som han debuterede for 8. juni 2005 i en VM-kvalifikationskamp på hjemmebane mod Ukraine. Han har repræsenteret sit land ved OL i 2004, Confederations Cup 2005, EM i 2008, VM i 2010 og VM i 2014.